# Physetobasis rectipendens
Physetobasis rectipendens är en fjärilsart som beskrevs av Louis Beethoven Prout 1958. Physetobasis rectipendens ingår i släktet Physetobasis och familjen mätare. Inga underarter finns listade i Catalogue of Life.